# سيمون نيوتن ديكستر
سيمون نيوتن ديكستر هو سياسي أمريكي، ولد في 11 مايو 1785، وتوفي في 18 نوفمبر 1862. نشط حزبياً في حزب اليمين.